# Посёлок Бородинского музея

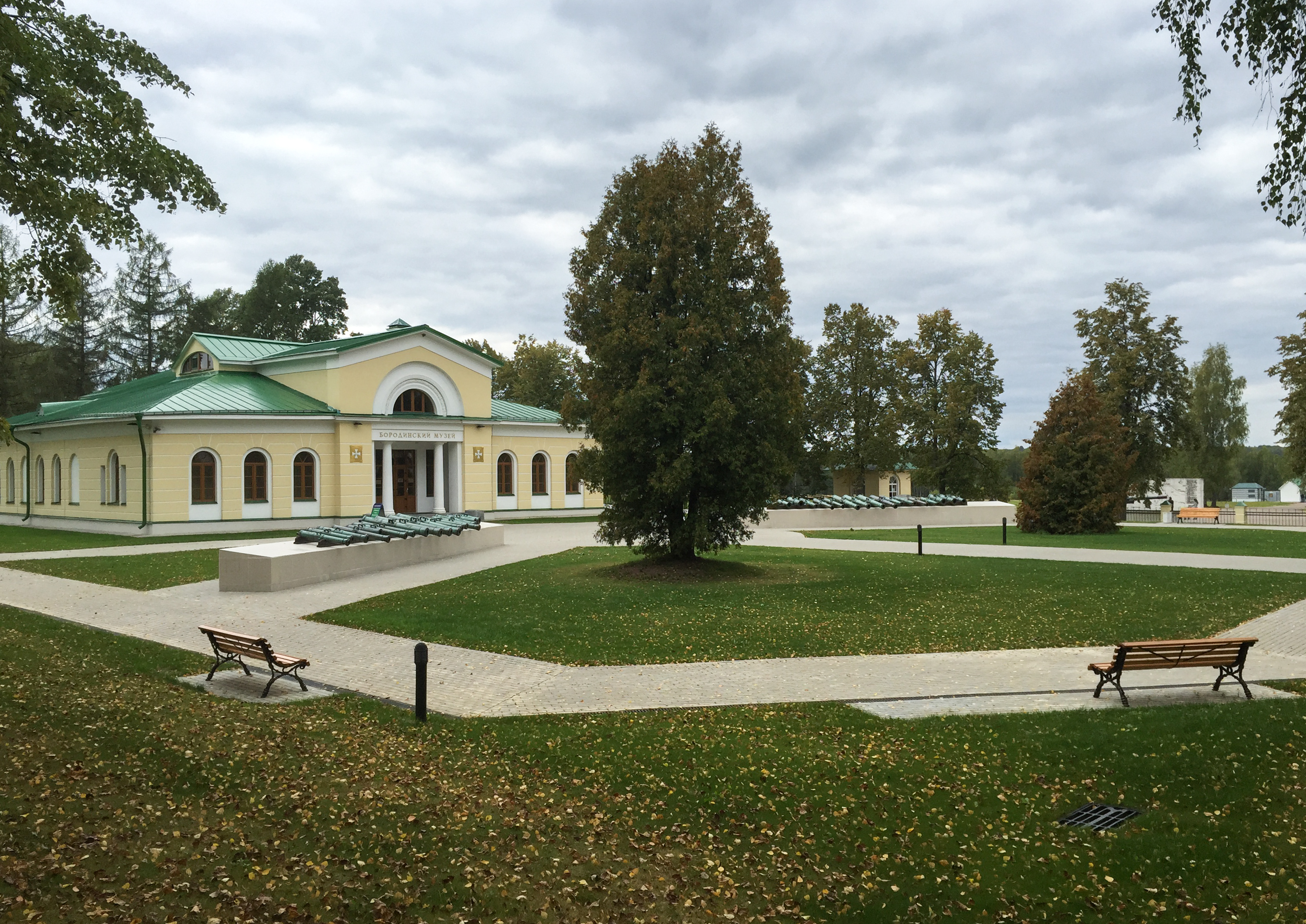
Бородинский музей

Посёлок Бородинского музея — населённый пункт в Можайском районе Московской области, входит в состав сельского поселения Бородинское. До 2006 года посёлок входил в состав Бородинского сельского округа.
Находится посёлок на Бородинском поле, при Бородинском музее, высота центра над уровнем моря 196 м. Ближайшие населённые пункты примерно в полукилометре — деревни Бородино на севере и Семёновское на юге.

## Население
| 2002 | 2006 | 2010 |
| ---- | ---- | ---- |
| 46   | ↗51  | ↗58  |